# Щипахина, Людмила Васильевна
Людмила Васильевна Щипахина (26 марта 1933, Свердловск — 4 ноября 2021, Москва) — российская поэтесса, переводчик зарубежной поэзии.

## Биография
1958 год — окончила Литературный институт имени А. М. Горького.
С 1961 года член Союза писателей СССР. Член Высшего творческого Совета СП России и член Наблюдательного совета МГО СП России.
В 1975—1991 годах была ведущей передачи ЦТ «Телевизионный клуб „Москвичка“».
Секретарь Правления Международной Ассоциации писателей баталистов и маринистов. Член Исполкома Международного Сообщества писательских Союзов, сопредседатель Комиссии по туркменской литературе.
Почётный член Ассоциации писателей Эквадора.
Заслуженный работник культуры Туркменистана.
Жила в Москве. Автор более 40 книг стихов и переводов. Автор слов к песням (композиторы — Людмила Лядова, Вадим Орловецкий, Эдуард Колмановский).
Стихотворение Л. Щипахиной «Всё на свете изменяется» — музыка и исполнение Анны Герман.
Скончалась 4 ноября 2021 года на 89-м году жизни в Москве от скоротечной коронавирусной инфекции. Похоронена на Ястребковском кладбище (участок 7).

### Личная жизнь
Дважды была замужем. Дочь — Королёва Екатерина Валентиновна (род. 1959), педагог дошкольного образования.

## Признание и награды
- орден Дружбы народов (07.03.1990)
- орден «Знак Почёта» (25.03.1983)
- Международная премия имени М. А. Шолохова в области литературы и искусства (2005)
- Почётные грамоты «Золотое перо» (Польша), «Золотое перо» (Эквадор).
- Всероссийская премия А. Твардовского (2001 год), Международная премия имени М. А. Шолохова в области литературы и искусства (2005 год — за книгу стихов «Планета Сталинград»), кроме этого (в разные годы) — всеукраинская премией им. Владимира Даля, премия им. Константина Симонова, литературная премия им. Сергея Есенина.
- Имя Л. В. Щипахиной вошло в энциклопедию «Лучшие люди России», с предисловием В. В. Путина, 2003 год, Москва.
- 29 октября 2016 г. Людмиле Щипахиной присвоено звание «Народный писатель России» с вручением одноимённого ордена.

## Переводы
1. Выбор судьбы : Драм. поэма / Шайхи Арсанукаев ; Пер. с чеч. Л. Щипахиной; [Худож. А. Туладзе]. — Грозный : Чеч.-Инг. кн. изд-во, 1985. — 165 с. — 3000 экз.
2. Рождение любви : Поэма / Генрик Туманян ; Пер. с арм. Л. Щипахиной. — М. : Воениздат, 1983. — 140 с. — 10000 экз.
3. Абу Сарсенбаев Абу, Звезда степей : Стихи и поэмы / Авториз. пер. с каз. Л. Щипахиной; [Худож. К. Г. Авдеев]. — М. : Советский писатель, 1980. — 110 с. — 10000 экз.
4. Омар-Гаджи Шахтаманов, Приглашение : Стихи / Пер. с авар. Л. Щипахиной; [Худож. Г. К. Ваншенкина]. — Москва : Советский писатель, 1978. — 94 с. — 10000 экз.